# Elit kommandó
Az Elit Kommandó (eredeti cím: Navy SEALs), 1990-ben bemutatott akciófilm, amit Lewis Teague rendezett. A film főszereplői Charlie Sheen, Michael Biehn, Joanne Whalley-Kilmer, Rick Rossovich, Cyril O'Reilly, Bill Paxton és Dennis Haysbert.

## Cselekmény
|  | Alább a cselekmény részletei következnek! |

A Földközi-tenger keleti részén állomásozó USS Forrestal repülőgép-hordozó anyahajó vészjelzést kap egy Kuwaiti Star nevű polgári teherhajótól. A hajó jelenti, hogy megtámadták őket, kigyulladtak és sodródnak. A haditengerészet küld egy SH-3-as helikoptert és megpróbálja megmenteni a legénységet, de nem járnak sikerrel.
Eközben az Egyesült Államok haditengerészetének kommandós csapata (Navy Seals), Dale Hawkins (Charlie Sheen), James Curran (Michael Biehn), William "Billy" Graham (Dennis Haysbert), James Leary (Rick Rossovich), Homer Rexer (Cyril O'Reilly), Floyd "God" Dane (Bill Paxton) és Ramos (Paul Sanchez) egy legénybúcsú után lábadozik. Grahamnek meg akar házasodni, de az esküvő az utolsó pillanatban elmarad, amikor az egész csapatot az elfogott személyzet megmentésére hívják.
A Földközi-tengeren a haditengerészet helikopterére lövöldöző terroristák vezetője, Ben Shaheed (Nicholas Kadi) elrendeli a túszok megölését. A legénység egyik tagját a helyszínen megölik, egy másikat pedig megverik, de a csapat éppen időben érkezik, hogy megakadályozza a további gyilkosságokat. 
Shaheed azt állítja, hogy egy egyiptomi tengerész, akit szintén a terroristák tartanak fogva. Miközben a kommandósok evakuálják a túszokat a területről, Hawkins és Graham egy helységben Stinger rakétákat találnak. Hawkins megpróbál visszatérni a raktárba, hogy megsemmisítse a rakétákat, ám Curran utasítja, hogy folytassák a kimenekítést.
Még aznap este egy repülőgép-hordozó fedélzetén a csapat egyes tagjait a haditengerészeti hírszerzés kihallgatja. Curran döntését, miszerint hátrahagyta a Stinger rakétákat, megkérdőjelezik, de Curran azzal vág vissza, hogy az elsődleges feladata a repülőszemélyzet megmentése volt, és hogy a haditengerészeti hírszerzés nem végezte megfelelően a munkáját. 
A vezérkari főnökök egy interjúban azonosítják Shaheedet és szervezetét, az Al Shuhadah-t. Az interjú készítőjét Claire Varrens (Joanne Whalley-Kilmer) újságíróként és íróként azonosítják, aki félig libanoni. Shaheed kihallgatása során beismeri, hogy ő és csoportja 1983-ban részt vett a libanoni tengerészgyalogos laktanya elleni bombamerényletben. Shaheed beismeri a bűnrészességet, mondván, hogy csak bosszút akartak állni azért, mert a haditengerészet hajói és harci gépei bombázták az otthonukat.
A vezérkari főnököket tájékoztatják a legutóbbi bevetésről, és Curran engedélyt kér a Stingerek megsemmisítésére, de a haditengerészeti hírszerzés megtudja, hogy azokat már máshová szállították. A csapat megkapja a következő küldetésre vonatkozó parancsot. A haditengerészeti hírszerzés úgy értesült, hogy a Stinger rakéták egy kereskedelmi hajó, a Latanya fedélzetén vannak Szíria partjainál. A kommandós csapat sikeresen feljut a hajóra, csakhogy megtudják, hogy a rakéták mégsem a fedélzeten vannak. 
Curran elviszi Claire-t egy kiképző létesítménybe, és egy elegáns Curran szidja Hawkinst a figyelmetlensége miatt, ami Graham halálát okozta.  keretében megpróbál udvarolni neki. Claire kezdetben óvatos, de megnyílik Curran előtt, miután megtudja, hogy egy Stingerrel lelőttek egy békedelegációt Libanonban. Claire képeket ad azokról a férfiakról, akikkel találkozott, és akik esetleg olyan információkkal szolgálhatnak, amelyek elvezethetik a kommandósokat a rakéták helyéhez.
A kommandósok parancsot kapnak, hogy fogjanak el egy CIA-informátort. A kommandóscsapat partra száll és Curran a csapat több tagját egy házba vezeti, hogy biztosítsák az informátort, míg Hawkins, Ramos és Graham kint marad. Amikor Ramost a járőröző milícia leszorítja, Hawkins nem engedelmeskedik Curran parancsának, hogy maradjon csendben, és tűzharcot szít. Bár Hawkinsnak végül sikerül megölnie a milicistákat, Graham a tűzharc során meghal.
Curran értesíti Graham menyasszonyát a haláláról, és teljes katonai tiszteletadással temetik el. Curran neheztel Hawkinsra a figyelmetlensége miatt, ami Graham halálát okozta. 
A libanoni milicistáknak álcázott kommandósok tengeralattjáróval Bejrútba indulnak, és a tengerparton Zodiac gumicsónakokon szállnak partra, ezúttal azért, hogy találkozzanak az AMAL milícia egyik helyi ellenállójával, aki elvezeti őket a Stingereket tartalmazó épülethez. Bár Dane-t megölik, miközben megpróbál egy mesterlövész megfigyelőállást felállítani, a SEAL-ek megtalálják a Stingereket egy régi iskolaépületben a város erősen bombázott részén. Curran bevezeti Learyt és Rexert az épületbe, hogy megsemmisítsék a rakétákat, míg Hawkins és Ramos kívülről őrködik. Hawkins lelő egy helyi fegyverest, aki kikérdezi őt, és ezzel riadóztatja a terroristákat.
Az épületet elhagyva Currant hasba és combon lövik. Curran azt parancsolja Hawkinsnak, hogy pusztítsa el az épületet, függetlenül attól, hogy Curran a robbanás sugarában van. Hawkins megtagadja a parancsot, és megmenti Currant. A kommandósok egy civil Mercedes-Benz W123 típusú autót foglalnak le, és megpróbálnak megszökni a városból, miközben elkerülik az ellenséges BTR-152 páncélozott személyszállító járművet, amely egy dupla Browning M1919A4 .30 kaliberű géppuskával van felszerelve. Az autót végül géppuskatűz éri, Rexer pedig egy fejlövés következtében meghal. Learynek egy előkerült Stinger rakétavető segítségével megsemmisíti az APC-t, és a négy életben maradt kommandósnak sikerül a partra menekülnie.
Shaheed ellop egy csónakot egy móló melletti halásztól, és követi a kommandósokat a vízen át. Meglátja Curran holttestét a tengerben úszni. Amikor megpróbálja kihúzni a testet a vízből, a a kommandósok megtámadják, és a víz alatti harcban Hawkins megöli Shaheedet. A többi kommandós kiiktatja a fennmaradt, a felszínen tartózkodó terroristákat, és megsemmisíti a kis hajót. Miután a küldetés végre teljesült, a kijelölt kiszivárgó tengeralattjáró felszínre kerül, és felveszik a kommandósokat.
|  | Itt a vége a cselekmény részletezésének! |

## Szereplők
| Szereplő             | Színész               | Magyar hang (1991-ben készült szinkron) | Magyar hang (1998 után készült szinkron) | Magyar Hang (2007-ben készült szinkron) |
| -------------------- | --------------------- | --------------------------------------- | ---------------------------------------- | --------------------------------------- |
| Dale Hawkins hadnagy | Charlie Sheen         | Gyabronka József                        | Bozsó Péter                              | Vári Attila                             |
| James Curran hadnagy | Michael Biehn         | Balkay Géza                             | Schnell Ádám                             | Kisfalusi Lehel                         |
| Claire Varrens       | Joanne Whalley-Kilmer | Nagy-Kálózy Eszter                      | Juhász Judit                             | Hámori Eszter                           |
| Leary                | Rick Rossovich        | Rosta Sándor                            | Csík Csaba Krisztián                     | Lélek Sándor Tibor                      |
| Rexer                | Cyril O'Reilly        | Rékasi Károly                           | Czvetkó Sándor                           | Kiss Csaba                              |
| Dane                 | Bill Paxton           | Malcsiner Péter                         | Kapácsy Miklós                           | Szokol Péter                            |
| Billy Graham főnök   | Dennis Haysbert       | Mihályi Győző                           | Kálid Artúr                              | Bolla Róbert                            |
| Ramos                | Paul Sanchez          | Incze József                            | Sótonyi Gábor                            | Szotyori József                         |
| Ben Shaheed          | Nicholas Kadi         | Bognár Zsolt                            | Szatmári Attila                          | Tokaji Csaba                            |

## Forgatás
1986 telén Brenda Feigen, aki akkoriban a William Morris Agency ügynöke volt, egyik ügyfele révén ismerkedett meg Chuck Pfarrerrel. Pfarrer, aki aktív szolgálatot teljesítő tengerészgyalogos volt, és szabadidejében forgatókönyveket írt, éppen akkor adta el a "The Crook Factory" című, Ernest Hemingway életéről szóló forgatókönyvet. Feigen arra bátorította, hogy írjon egy forgatókönyvet a saját tapasztalatai alapján. Miután visszavonult a Navy Sealstől, Pfarrer megírta a forgatókönyvet, amelyet Feigen az Orion Pictures, a Warner Brothers és a United Artists cégeknek mutatott meg, remélve, hogy licitháborút indul a jogokért. Az Orion végül megvásárolta a forgatókönyvet, Feigen pedig producerként működhetett közre.
Feigen Ridley Scottot szerette volna a rendezőnek, de a tárgyalások meghiúsultak. A producerek felajánlották a rendezést Roger Donaldsonnak is, de neki nem tetszett a forgatókönyv, ezután Richard Marquandot szerződtették, de 1987-ben bekövetkezett halála miatt leállt a gyártás előtti munka, mígnem Lewis Teague-et hozták be helyette.
Kevin Jarre-t is megkeresték, hogy dolgozza át a történetet, de az 1988-as írósztrájk miatt kezdetben visszautasította azt. Miután a sztrájk 1988 augusztusában véget ért, Jarre beadta a derekát, de a producereknek aggályaik voltak a forgatókönyvvel kapcsolatban, főként egy párbeszédsorral kapcsolatban amelyből hiányzott a karakterek mélysége. Ezután Angelo Pizzo-t vették fel, hogy a főszereplőket konkretizálja és fejlessze. Az átírások a forgatás alatt is folytatódtak, a forgatókönyv-orvosok (script doctors), sőt állítólag még Charlie Sheen és Michael Biehn színészek is átírták a jeleneteket.Végül csak Pfarrer és Goldman neme került fel forgatókönyvíróként a stáblistára.
A színészeknek kéthetes kiképzésen kellett részt venniük Észak-Virginiában, ahol terepgyakorlatokon a fegyverhasználatot gyakorolhatták. Nyolc korábbi Navy SEAL-t alkalmaztak technikai tanácsadóként, hogy kiképezzék a színészeket. 
A forgatás 1989 őszén kezdődött Virginia Beachen és a virginiai Norfolkban, a Norfolk-i haditengerészeti állomás közelében. 1989 novemberében a forgatás Dél-Spanyolországba költözött, kihasználva Tarifa, Cádiz és Cartagena földközi-tengeri kikötőit. A spanyol haditengerészet tengeralattjárókat, csatahajókat és helikoptereket, míg a spanyol hadsereg tankokat, harckocsikat és háttérszínészeket biztosított. Cartagena régi belvárosa a mór kori építészet miatt a libanoni Bejrútot helyettesítette.

## Bevétel
A film nem volt kasszasiker, a 4. helyen debütált, a második hete műsoron lévő Ghost, a harmadik hete műsoron lévő Még drágább az életed és szintén debütáló Arachnophobia – Pókiszony mögött. Az első héten 6,5 millió dolláros bevételt hozott, végül 25 millió dolláros bevételt ért el, ami alig haladta meg a 21 millió dolláros költségvetést. 

## Kritikai visszhang
A film negatív kritikákat kapott a kritikusoktól. A Rotten Tomatoes kritika-gyűjtő weboldalon a film 18%-os minősítést kapott 33 kritikus véleménye alapján.

## Videójáték
Az Ocean Software által fejlesztett és kiadott lövöldözős platform videojáték 1990-ben jelent meg az Egyesült Királyságban az Amstrad CPC, Amstrad GX4000 és Commodore 64 platformokra. 1991-ben Európa többi részén újra kiadták a ZX Spectrum, Atari ST és Amiga platformokra és PC-re is. Ezt követően 1991. szeptember 1-jén az Egyesült Államokban a Game Boyra is megcsinálták. A játék a film alapján készült, és a főszereplő, Dale Hawkins hadnagy öt oldalnézetes pályán keresztül halad előre.

## Fordítás
- Ez a szócikk részben vagy egészben  a   Navy SEALs (film) című angol Wikipédia-szócikk fordításán alapul.  Az eredeti cikk szerkesztőit annak laptörténete sorolja fel. Ez a jelzés csupán a megfogalmazás eredetét és a szerzői jogokat jelzi, nem szolgál a cikkben szereplő információk forrásmegjelöléseként.